# Рисовий папір (їстівний)

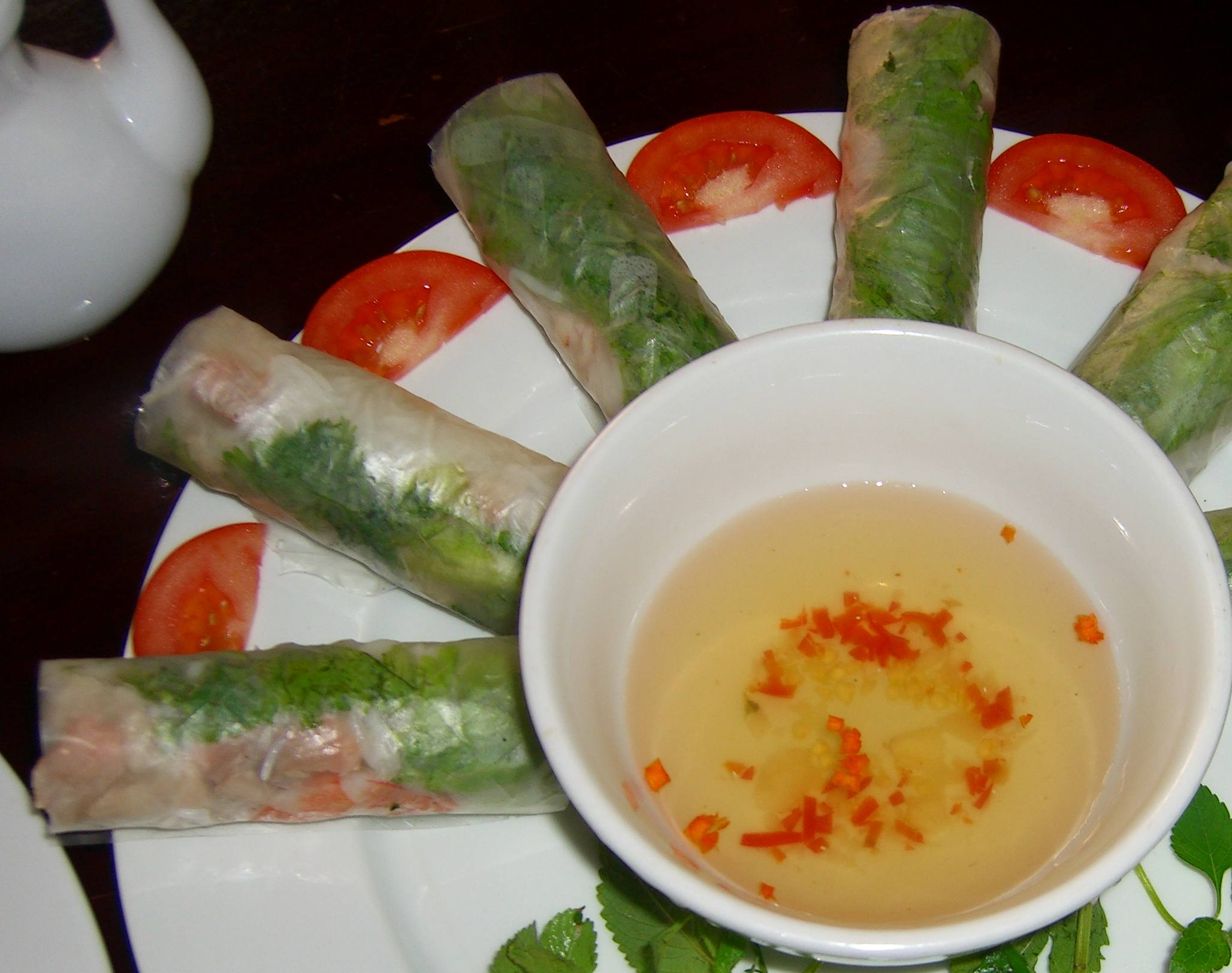
Неми, подані з соусом для обмакувания

Рисовий папір — галети з рисового борошна, тонкі як папір. Основні інгредієнти: рис, вода, сіль. Іноді додається борошно з тапіоки (складається майже повністю з крохмалю).
Використовуються в азійських кухнях найчастіше для загортання начинки. Страви з такого паперу часто називають «спринг-роли» або «весняні роли», а у в'єтнамській кухні — неми.
Рисовий папір в сухому вигляді твердий і ламкий, але якщо його розмочити у воді — легко згортається.
Готові роли можна підсмажити або подавати в сирому вигляді.